# Gluta sabahana
Gluta sabahana är en sumakväxtart som beskrevs av Ding Hou. Gluta sabahana ingår i släktet Gluta och familjen sumakväxter. Inga underarter finns listade i Catalogue of Life.